# غريب النهر
غريب النهر هي رواية للكاتب جمال ناجي، صدرت لأول مرة عن الدار العربية للعلوم ناشرون سنة 2012، وعن دار الشروق للنشر والتوزيع في عمان سنة 2016. تتناول الرواية قصة عائلة فلسطينية نزحت من قريتها خلال النكبة عام 1948، سلط الكاتب الضوء على معاناة الشعب الفلسطيني في الشتات وتشكّل الهوية عبر الأجيال.

## زمان ومكان الرواية
تدور أحداث الرواية في عدة أماكن رئيسية، أبرزها قرية العباسية الفلسطينية وهي قريبة من يافا. وفي قرية الشونة الجنوبية بغور الأردن. تمتد أحداث الرواية عبر فترات زمنية متعددة، بدءًا من الحرب العالمية الأولى وحتى نهايات القرن العشرين.

## ملخص الرواية
تدور أحداث الرواية حول عائلة فلسطينية مركزاً فيها على شخصية إسماعيل أبو حلة الذي نزح مع أسرته من قريتهم العباسية خلال النكبة. إستقر إسماعيل وعائلته في قرية الشونة، حيث قام بإنشاء بيارة لتذكره بوطنه. تستعرض الرواية مراحل تاريخية متعددة، بدءًا من الحرب العالمية الأولى حتى نهاية القرن العشرين، متنقلة بين فلسطين والأردن، سوريا، لبنان، وتركيا، ومن خلال هذه التنقلات سلط الكاتب الضوء على معاناة الشتات الفلسطيني. تجسد الرواية الإرادة الفلسطينية المتحدية والمتشبثة بحق العودة، حيث يسعى إسماعيل إلى إعادة بناء وطنه ولو في المنفى، منتظراً لحظة العودة إلى أرضه الأصلية وقريته العباسية.